# 国際文化学部
国際文化学部（こくさいぶんかがくぶ）は、 異文化間の交流・対立・融合など、現代社会における文化の動きを多角的に捉えることを目的とする学際的な学部である。
文学、社会学、国際関係学、哲学、文化人類学、メディア論など、多様な分野を専門とする教員が在籍し、幅広い知的関心に応じた教育と研究が行われている。カリキュラムは大学ごとに多様であり、情報コミュニケーションや外国語教育を重視するプログラムを設置している大学も存在する。
国際文化を主題とする高等教育の取り組みは1970年代から見られ、特に西南学院大学が1976年に設置した「文学部国際文化学科」は、比較的早期の事例の一つである。その後、他大学でも類似の学部や学科の設置が進み、カリキュラムも多様化している。

## 国際文化学部・国際文化学科のある大学

### 学部
- 法政大学
- 鹿児島国際大学
- 九州産業大学
- 共立女子大学
- 西南学院大学
- 東海大学
- 名古屋学院大学
- 山口県立大学
- 龍谷大学
- 関東学院大学
- 久留米大学
- 京都精華大学
- 北洋大学
- ノートルダム清心女子大学

### 学科
- 成蹊大学文学部
- 東洋大学文学部
- 大東文化大学国際関係学部
- 京都産業大学文化学部
- 静岡文化芸術大学文化政策学部
- 中部大学国際関係学部
- 宮崎公立大学人文学部
- 新潟国際情報大学 国際学部

### 過去に国際文化学部を設置していた日本の大学
- 神戸大学（国際文化学部と発達科学部を統合し、国際人間科学部を設立）
- 横浜市立大学
- 大阪外国語大学（外国語学部国際文化学科）
- 愛知文教大学（人文学部に改組）
- 園田学園女子大学（未来デザイン学部に改組。さらに人間教育学部に改組）
- 桃山学院教育大学
- 天理大学（国際学部に改組）

## 国際文化学部に類する学部を設置している日本の大学
- 大妻女子大学比較文化学部